# 蒙塞拉特修道院

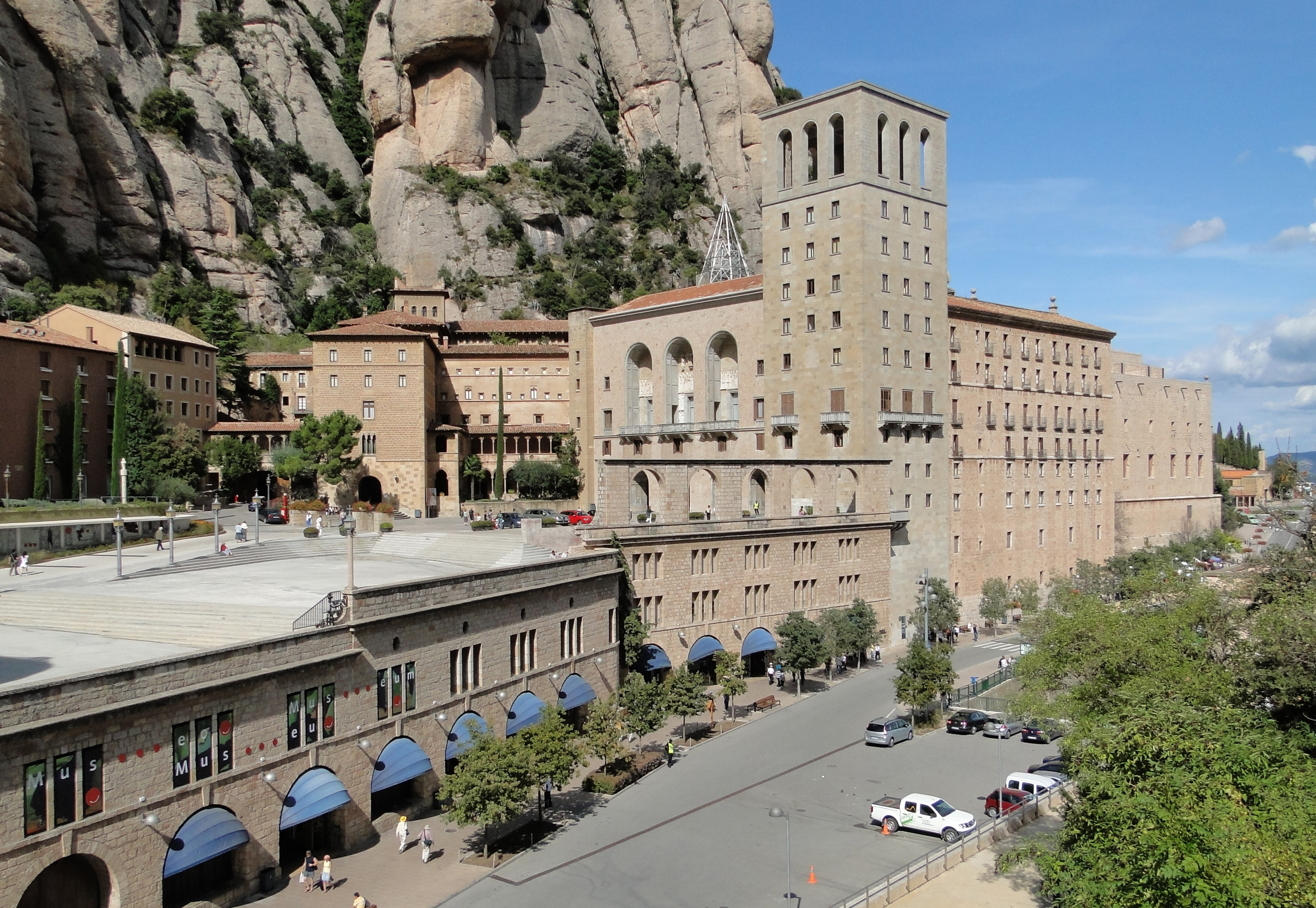
蒙特塞拉特修道院

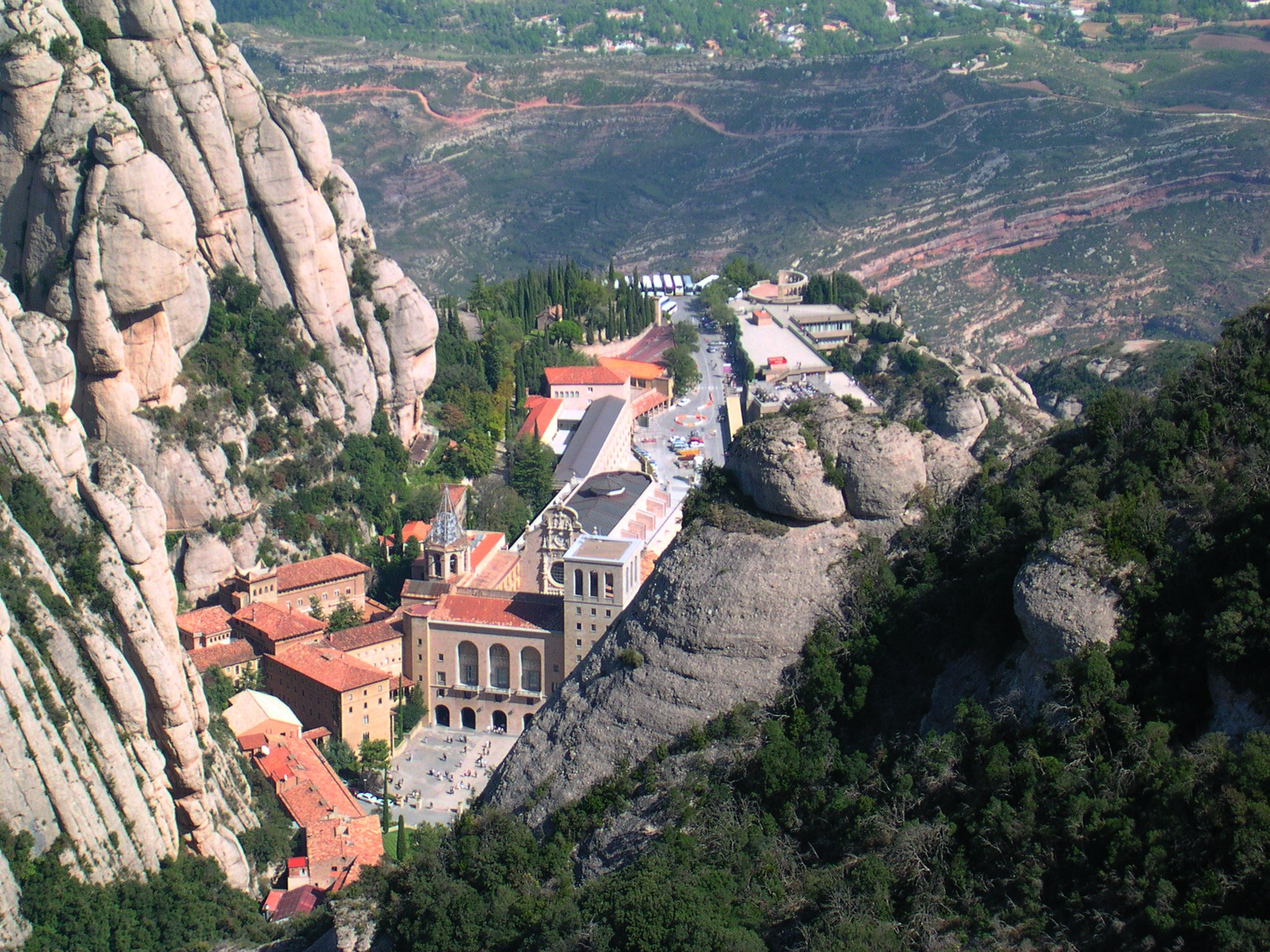
從高處俯瞰蒙特塞拉特修道院

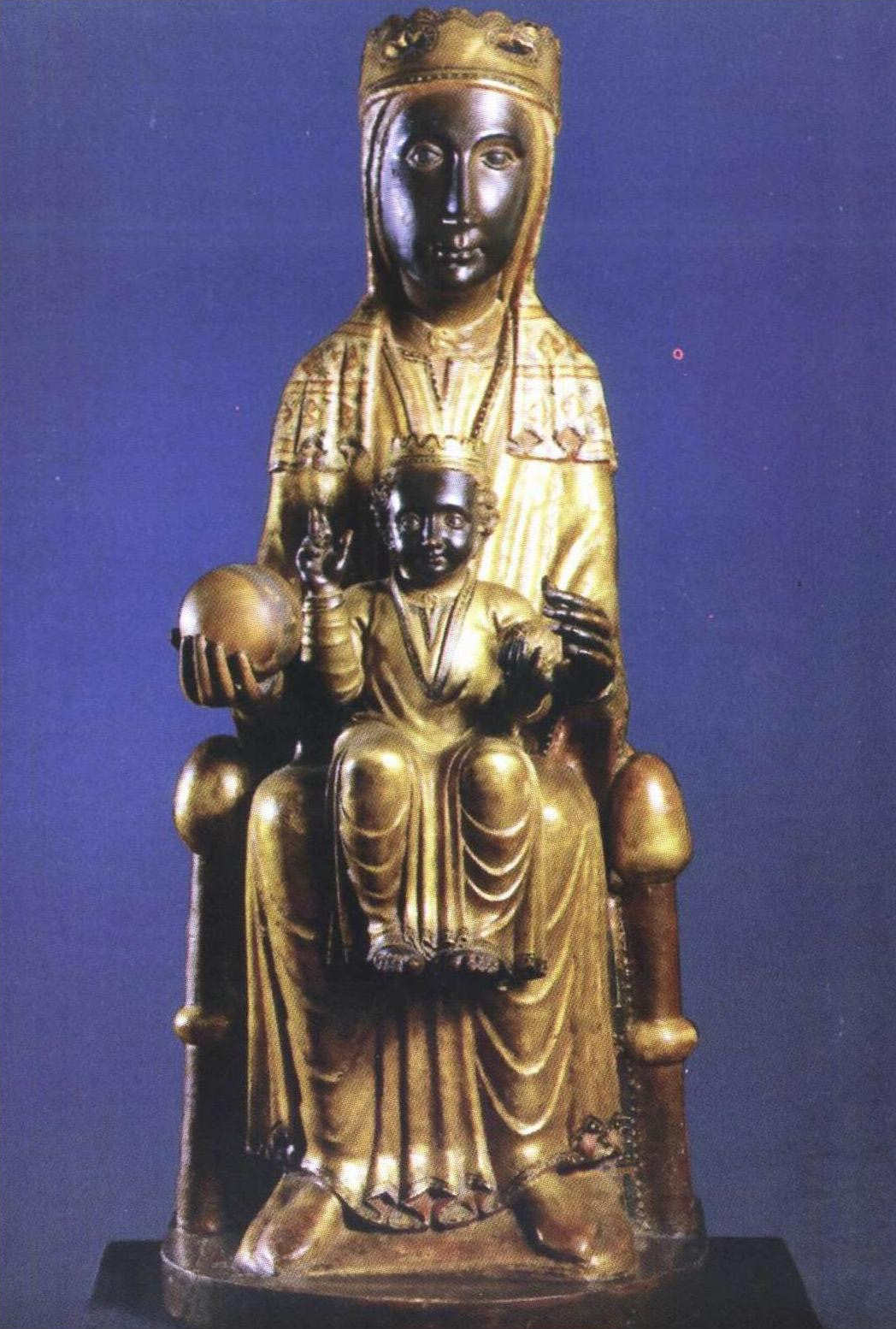
蒙特塞拉特聖母

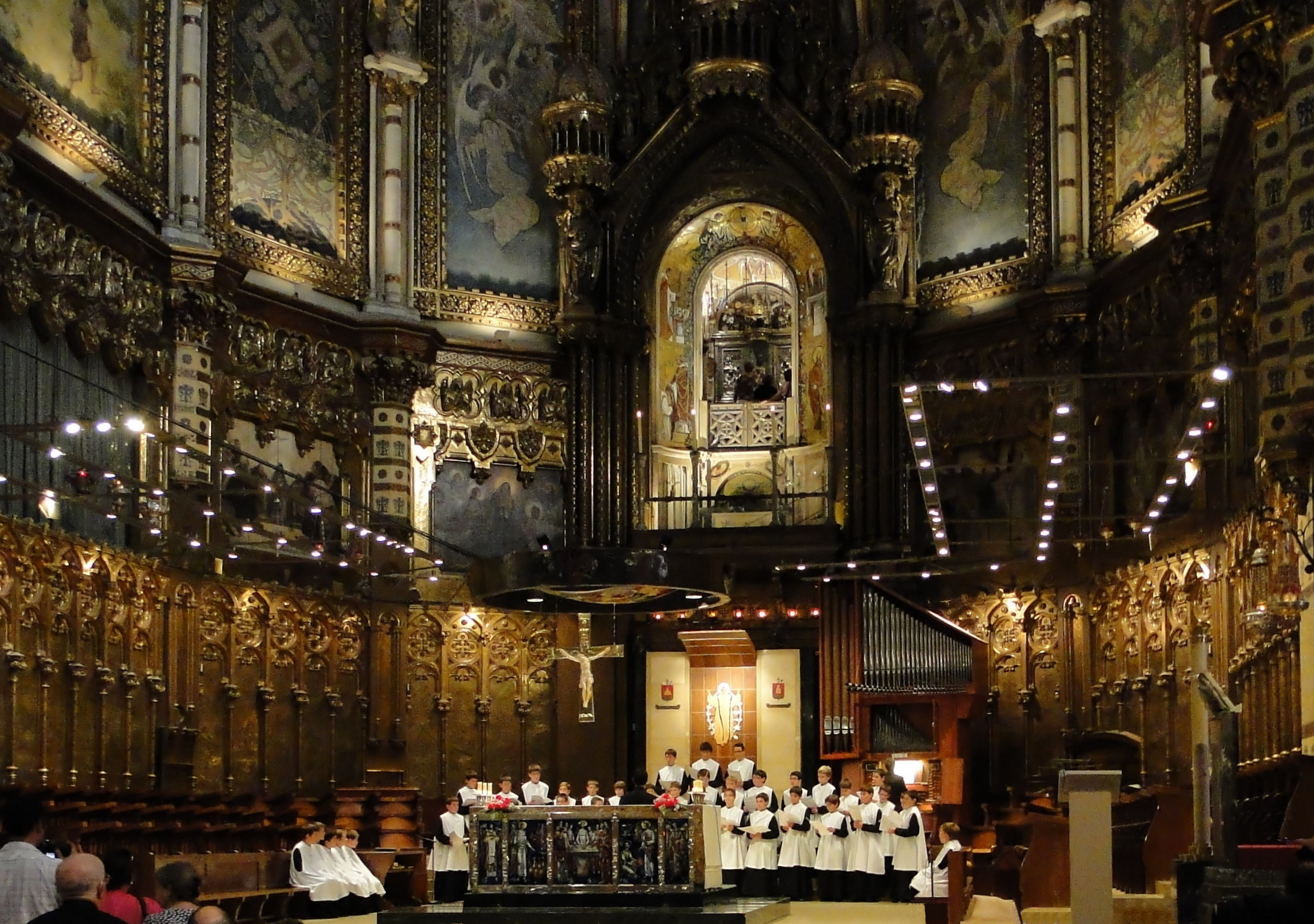
男童合唱团

蒙特塞拉特修道院是位于西班牙加泰罗尼亚中部山峰蒙特塞拉特山的本笃会修道院，在巴塞罗那以西48公里，可透過公路、铁路或缆车到達。修道院与谷底的高差达到1236米，是加泰罗尼亚低地的最高点，并位于加泰罗尼亚人口最稠密部分的中央。

## 概覽
蒙特塞拉特修道院是加泰罗尼亚最重要的宗教圣地，在加泰罗尼亚的文化生活和精神生活中发挥了重要作用。它的出版社是世界上最古老的仍在运营的出版社之一，第一本书出版于1499年。修道院裡供奉的蒙哲臘聖母態像（因雕像呈黑色而又稱為「黑聖母」），是加泰罗尼亚人最喜爱的主保聖人。蒙特塞拉特的男童合唱团Escolania是欧洲最古老的一个，在宗教仪式中表演。
这座宗座圣殿的博物馆拥有格列柯、达利、毕加索等许多杰出画家和雕塑家的作品。蒙特塞拉特的最高点圣杰罗姆峰（Sant Jeroni）可以从圣杰罗姆索道的上站经登山步道抵达，在此几乎可以看到整个加泰罗尼亚，在晴朗的日子，还可以看见马略卡岛。全加泰罗尼亚的青少年一生中至少一次会从蒙特塞拉特的高处观看日出。
西班牙内战中，蒙特塞拉特修道院遭到武力镇压。加泰罗尼亚有278名神父和583名修士修女被共和党势力杀害，其中22人是蒙特塞拉特修道院的修士。
在佛朗哥时期，蒙特塞拉特修道院是学者，艺术家，政治家和学生的避难所，佛朗哥的人经常在山下的路上等候想要抓捕的人。

## 交通方式
公路
- A-2高速公路（北向） 582AB出口  →  C-55公路  →  BP-1103公路

鐵道（含纜車）
- 蒙哲臘齒軌鐵路（英语：Montserrat Rack Railway）
- 蒙哲臘空中纜車（英语：Aeri de Montserrat）
- 聖窟纜索鐵路（英语：Santa Cova Funicular）

## 外部鏈結
- 蒙塞拉特修道院官方網站 （页面存档备份，存于）（文）（西班牙文）（英文）
- Publicacions de l'Abadia de Montserrat
- Montserrat virtual (3D) （页面存档备份，存于）
- Abbey and Escalonia Choir Photo Gallery （页面存档备份，存于）

41°35′35.54″N 1°50′13.70″E / 41.5932056°N 1.8371389°E